# Jeremy Mackenzie
Sir Jeremy John George Mackenzie, GCB, OBE, DL (* 11. Februar 1941 in Nairobi, Kronkolonie Kenia, heute: Kenia) ist ein pensionierter britischer General der British Army, der zuletzt von 1994 bis 1998 stellvertretender Oberster Alliierter Befehlshaber der NATO in Europa (Deputy Supreme Allied Commander Europe) war.

## Leben

### Offiziersausbildung und militärische Verwendungen
Mackenzie, dessen Vater John W. E. Mackenzie als Lieutenant-Colonel der Seaforth Highlanders (Ross-shire Buffs, The Duke of Albany’s) in der Kronkolonie Kenia diente, begann nach dem Besuch der Duke of York’s School in Nairobi eine Offiziersausbildung an der Royal Military Academy Sandhurst (RMAS). Nach deren Abschluss wurde er am 29. Juli 1961 als Second Lieutenant der Queen’s Own Highlanders (Seaforth and Camerons) in die British Army übernommen und versah zunächst Dienst in dessen in Singapur stationierten 1. Bataillon, von wo aus er 1962 an der Niederschlagung einer Revolte im Protektorat Brunei teilnahm. In den folgenden Jahren fand er zahlreiche Verwendungen als Offizier und war nach dem Besuch des Staff College Camberley zeitweise Kompaniechef bei den Argyll and Sutherland Highlanders (Princess Louise’s). Er wurde für seinen Einsatz während des Nordirlandkonflikts im Zeitraum vom 1. August bis 31. Oktober 1979 sowie insbesondere nach dem Anschlag von Warrenpoint am 27. August 1979 im Kriegsbericht erwähnt (Mentioned in dispatches). Bei dem Anschlag kam der Kommandeur dortigen Einheiten der Queen’s Own Highlanders (Seaforth and Camerons) Lieutenant-Colonel David Blair ums Leben, woraufhin er dessen Dienstposten übernahm.
Danach war Lieutenant-Colonel Mackenzie von 1980 bis 1981 Kommandeur (Commanding Officer) des in Hongkong eingesetzten 1. Bataillons seines Regiments. Am 31. Dezember 1981 wurde er als Officer des Order of the British Empire (OBE) ausgezeichnet. Nach anschließenden Verwendungen als Ausbilder am Staff College Camberley sowie als Colonel im Stabsdienst im Verteidigungsministerium, wurde er im November 1984 als Brigadier Kommandeur der 12th Armoured Brigade und verblieb auf diesem Posten bis Dezember 1986. Nachdem er zwischen September 1987 und März 1989 zunächst stellvertretender Kommandant des Staff College Camberley war, löste er als Major-General im März 1989 Major-General John Learmont als Kommandant des Staff College Camberley ab. Er bekleidete diese Funktion knapp neun Monate lang bis Dezember 1989, woraufhin Major-General William Rous seine Nachfolge antrat. Er selbst wurde daraufhin im Dezember 1989 Nachfolger von Major-General William Rous als Kommandierender General (General Officer Commanding) der in den Hammersmith Barracks in Herford stationierten und zur Britischen Rheinarmee BAOR (British Army of the Rhine) gehörenden 4th Armoured Division. Er übte dieses Amt bis November 1991 aus und wurde dann von Major-General Anthony Denison-Smith abgelöst. Am 19. Dezember 1990 übernahm er zudem den neu geschaffenen Ehrenposten des Colonel Commandant des Women’s Royal Army Corps.

### Aufstieg zum General
Im Anschluss übernahm Jeremy Mackenzie als Lieutenant-General im Dezember 1991 den Posten als Oberkommandierender (General Officer Commanding-in-Chief) des in den Ripon Barracks in Bielefeld stationierten I Corps, wo er die Nachfolge von Lieutenant-General Charles Guthrie antrat. Er verblieb in dieser Verwendung bis zur Auflösung des I. Korps im August 1992. Er wurde zudem am 31. Dezember 1991 zum Knight Commander des Order of the Bath (KCB) geadelt, so dass er seither das Prädikat „Sir“ führt. Im Anschluss wurde er im Oktober 1992 erster Kommandeur des aus Teilen des ehemaligen I Corps gebildeten Schnellen Eingriffskorps des Alliierten Kommandos Europa ARRC (Allied Command Europe Rapid Reaction Corps) und behielt diese Funktion bis Dezember 1994, woraufhin Lieutenant-General Michael Walker sein dortiger Nachfolger wurde.
Zuletzt wurde Mackenzie im Dezember 1994 zum General befördert und Nachfolger von General John Waters als stellvertretender Oberster Alliierter Befehlshaber der NATO in Europa (Deputy Supreme Allied Commander Europe). Er bekleidete das Amt bis November 1998 und wurde dann von General Rupert Smith abgelöst. In dieser Funktion war er während des Bosnienkrieges (April 1992 bis 14. Dezember 1995) für die Koordinierung des Einsatzes von 52.000 Soldaten aus 34 Nationen zuständig. Zudem amtierte er von 1994 bis 2001 als Colonel of the Regiment der Highlanders (Seaforth, Gordons and Camerons). Am 13. Juni 1998 wurde er zum Knight Grand Cross des Order of the Bath (GCB) erhoben.
Im März 1999 schied er als Reserveoffizier aus dem aktiven Militärdienst aus. In der Folgezeit engagierte er sich als Nachfolger von Brian Kenny von August 1999 bis zu seiner Ablösung durch Michael Walker, Baron Walker of Aldringham im September 2006 als Gouverneur des Royal Hospital Chelsea. Am 31. Mai 2006 wurde er zudem Deputy Lieutenant von Greater London.
Aus seiner Ehe mit Elizabeth Lyon Wertenbaker gingen ein Sohn und eine Tochter hervor.